# Chitpanya Tisud
Chitpanya Tisud (tiếng Thái: จิตปัญญา ทิสุด, sinh ngày 4 tháng 10 năm 1991), còn được biết với tên đơn giản Nhong (tiếng Thái: หน่อง), là một cầu thủ bóng đá người Thái Lan thi đấu ở vị trí tiền vệ cho câu lạc bộ Giải bóng đá Ngoại hạng Thái Lan Prachuap.

## Sự nghiệp câu lạc bộ

### Buriram United
Vào tháng 6 năm 2016, Chitpanya Tisud chuyển từ Chainat Hornbill đến Buriram United ở lượt về mùa giải 2016.